# Samnangers kommun
Samnangers kommun (norska: Samnanger kommune) är en kommun i landskapet Midthordland i Vestland fylke i västra Norge. Kommunens centralort är orten Tysse som ingår i tätorten Haga.
Tidigare har kommunen tillhört dåvarande Hordaland fylke.

## Administrativ historik
Samnangers kommun upprättades den 1 januari 1907 genom utbrytning ur Os kommun. Kommunen hade 3 025 invånare vid upprättandet. Sedan dess har kommunens gränser förblivit oförändrade.

## Tätorter
I Samnangers kommun finns en tätort:
- Haga (omfattar centralorten Tysse)

## Socknar
Inom Norska kyrkan motsvaras Samnangers kommun av Samnangers socken i Hardanger og Voss prosteri i Bjørgvins stift.

## Bilder

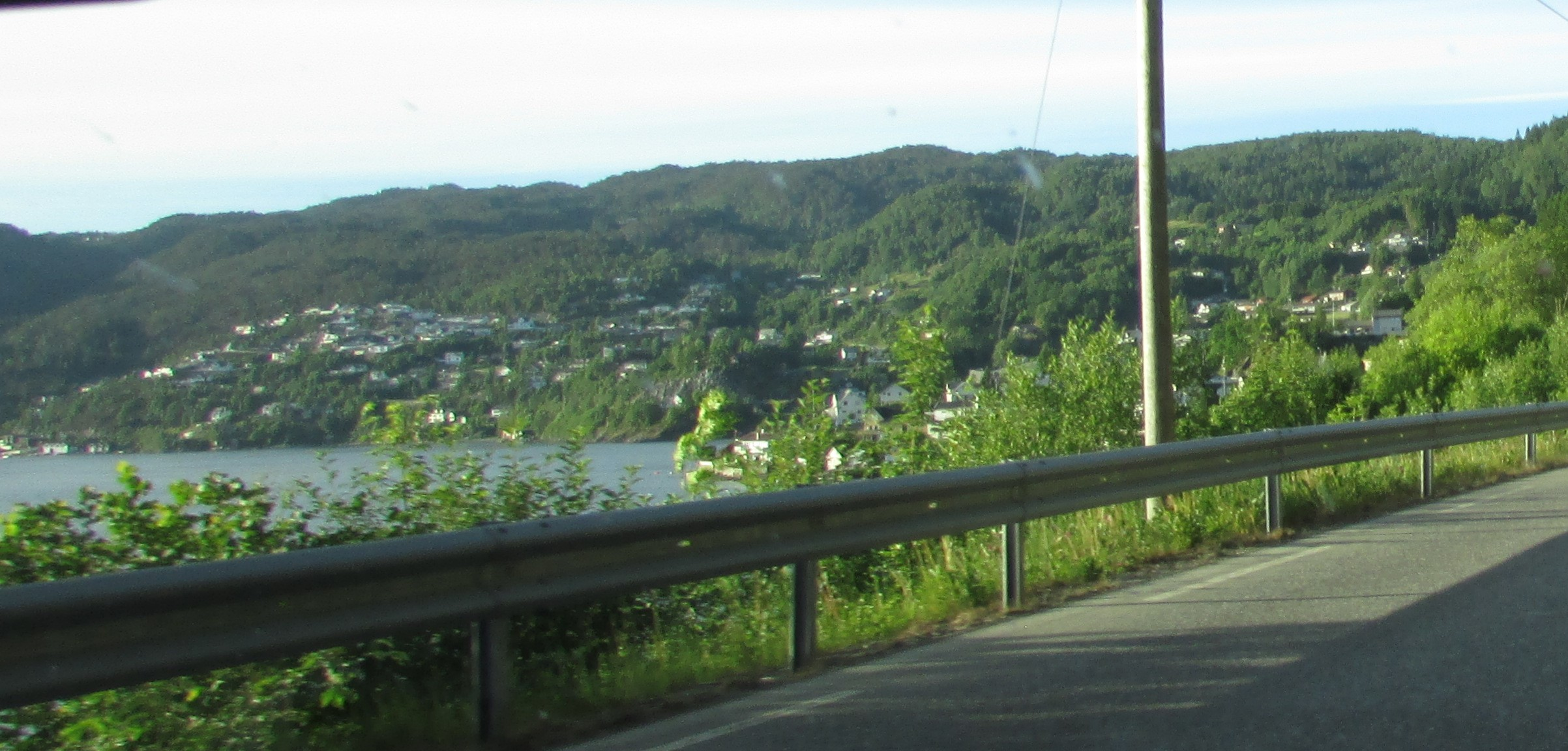
Haga.
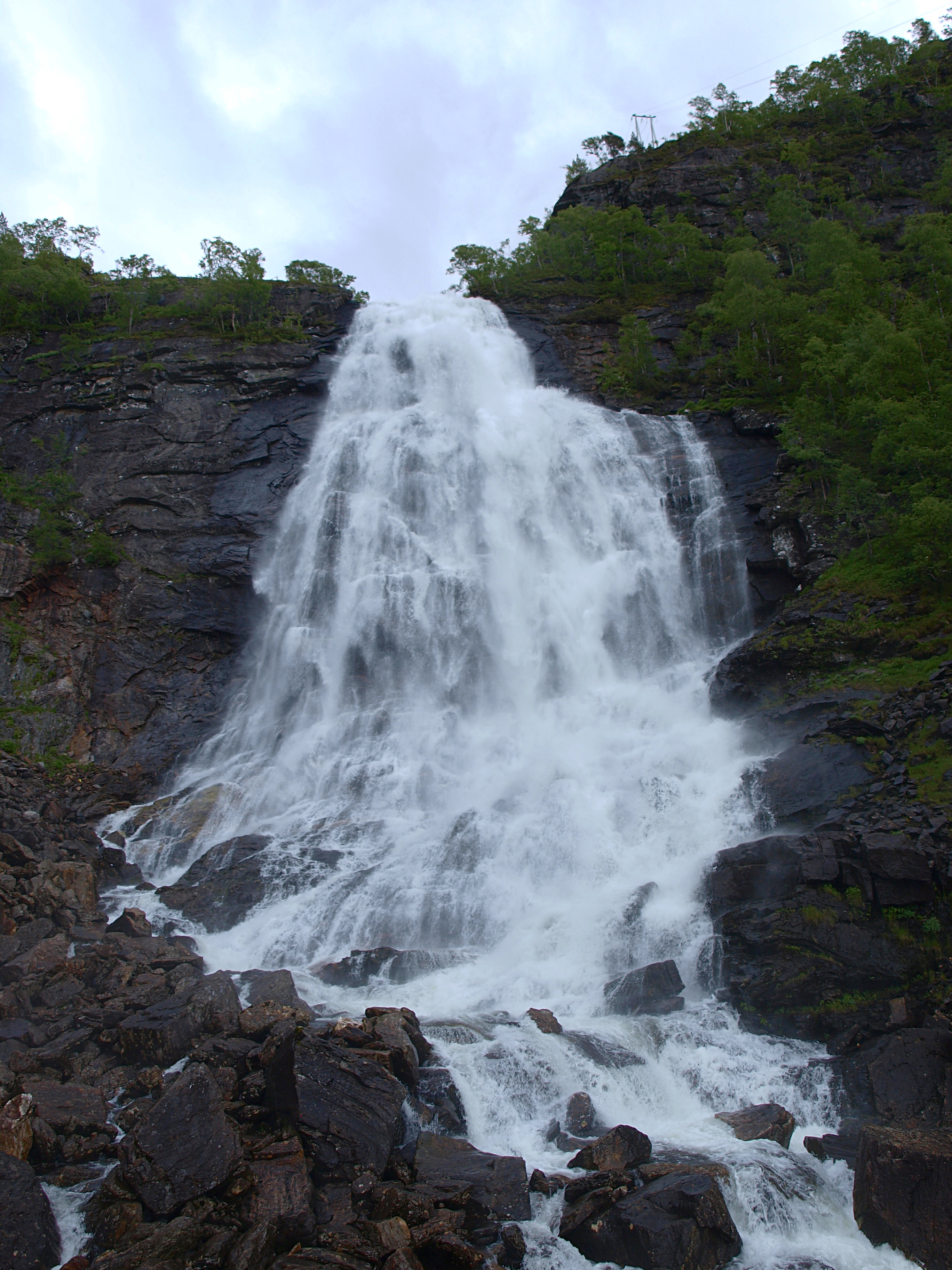
Vattenfallet Fossen bratte.
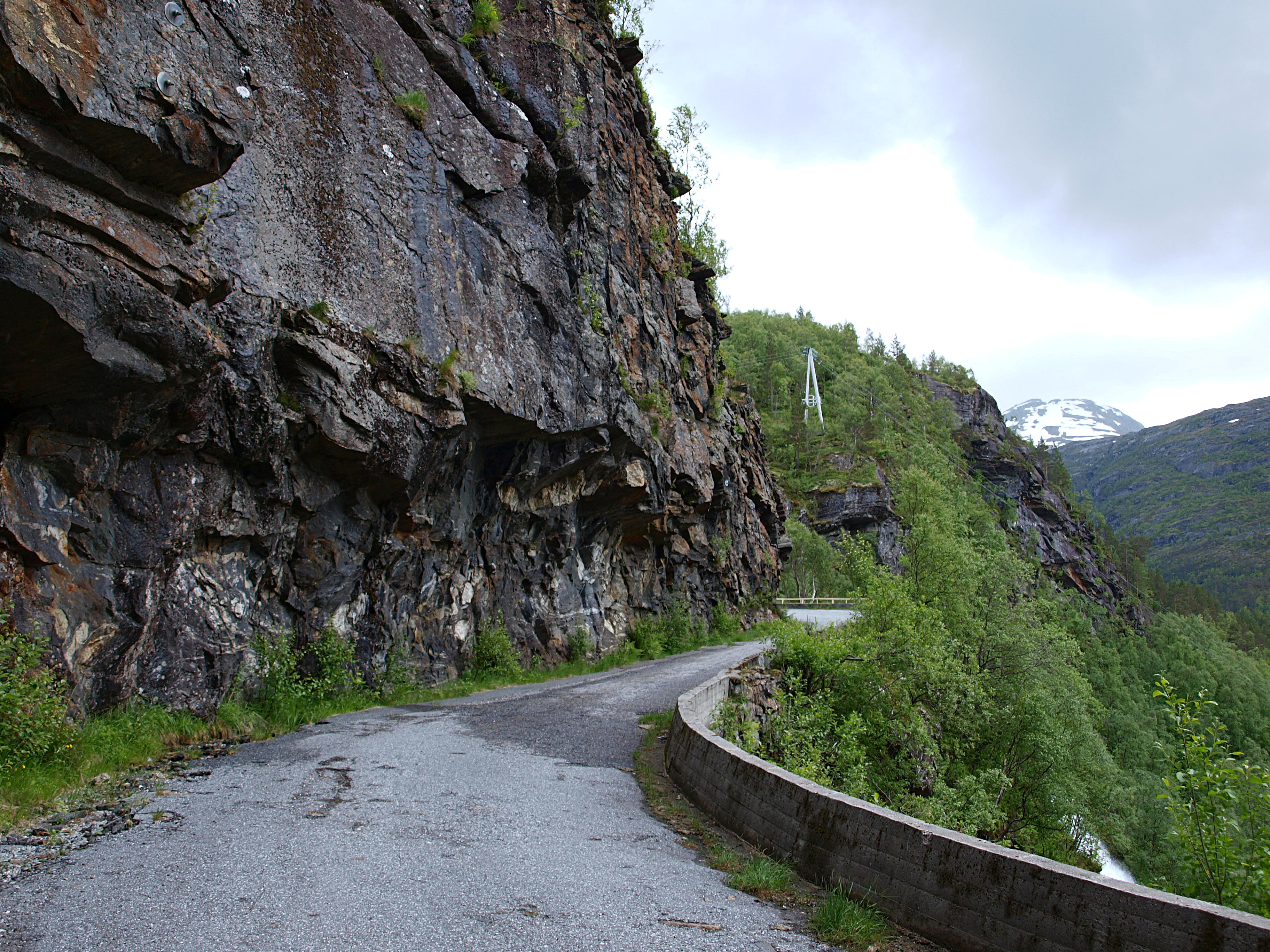
Gamla riksväg 7 vid Fossen bratte.
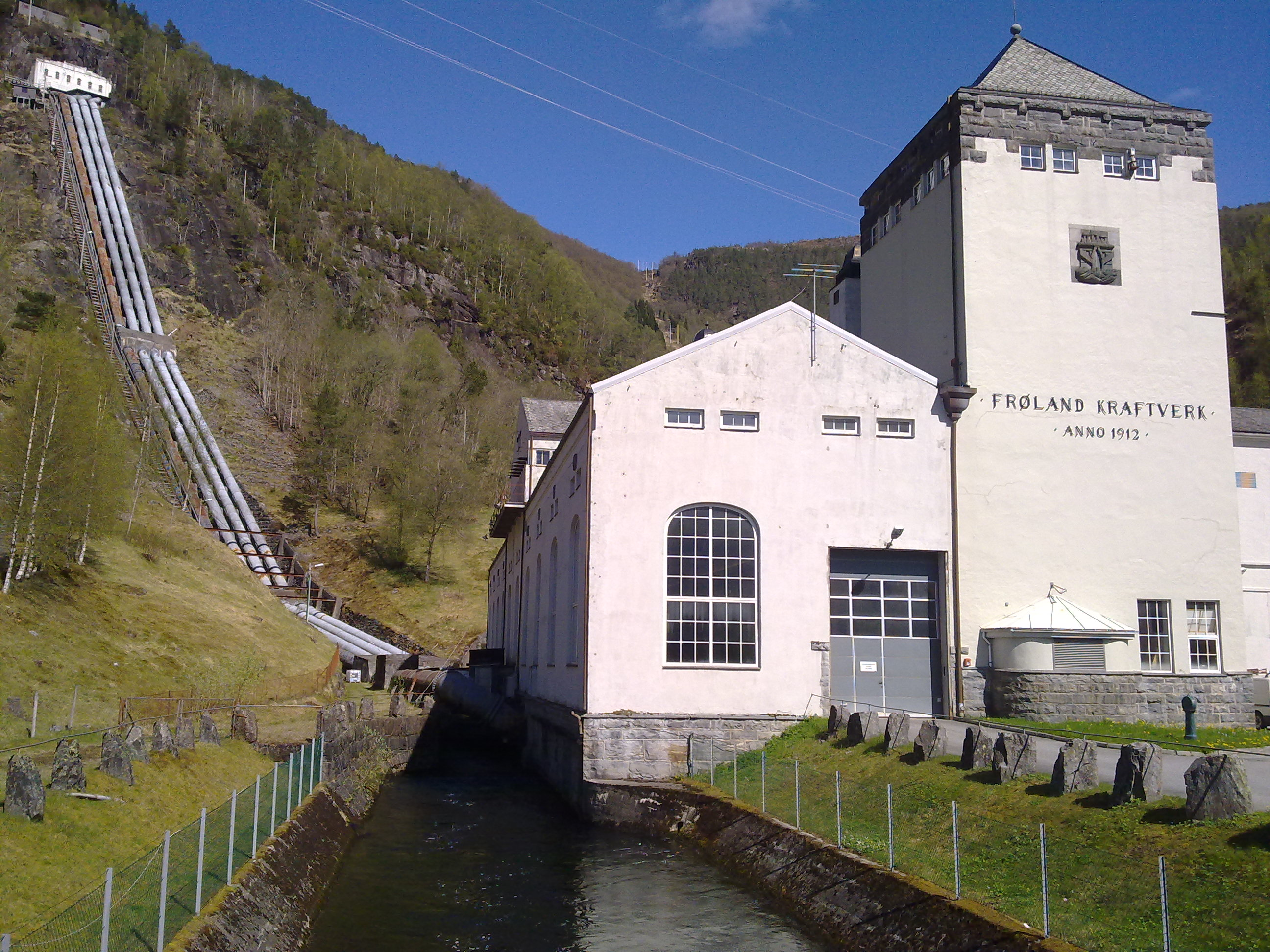
Frølands vattenkraftverk.